# Bias (epidemiologie)
Bias neboli zkreslení je systematická chyba ve sběru dat či jejich vyhodnocení, která zkresluje výsledek.

Bias většinou nelze vyčíslit. Pokud je příliš velký, jsou veškerá data neprůkazná.

O existenci biasu musíme dopředu vědět a vyhnout se mu. Existuje mnoho druhů systematických chyb, k jejich odhalení dochází často až dodatečně po zveřejnění studie a zkoumání její pravdivosti odborníky z různých oborů.
Bias chybné klasifikace (misclassification bias) může studii učinit zcela nepoužitelnou. Znamená, že došlo k hrubé chybě při samotné klasifikaci nemoci či rizik, k závažným chybám při řazení osob do skupin, při stanovení expozice.
Některé systematické chyby lze upravit tak, že závěry pozměníme. Výsledky považujeme za minimální či naopak maximální (optimistické, pesimistické), ale ne reprezentativní. Existuje velké množství popsaných biasů, mezi ty základní patří:

1. Bias selekce vzorku (Selection Bias). Tento bias byl poprvé popsán v roce 1946 Berksonem, který prokázal, že při testování v nemocnicích dochází ke zkreslení díky tomu, že jsou mnohem častěji testováni pacienti s více nemocemi než pacienti jen s jednou nemocí. Tato chyba se objevuje v mnoha obměnách při různém testování, například jsou vybíráni více lidé z města, jindy více staří lidé, jindy více ženy, nemocní lidé atd. Výběr populace, kterou testujeme, často nezávisí na nás, je dána objektivními skutečnostmi, které nedokážeme změnit, ale musíme o nich vědět.
Placebo a nocebo efekt je příčinou chyb, tedy biasu. Placebo efekt znamená, že jedinec, který věří léku, zvyšuje jeho účinnost. Nocebo efekt je opakem placeba, nedůvěra k léku snižuje jeho účinnost. 

Efekt má vliv nejen na pacienty, ale i lékaře či laboranty, i jejich víra zvyšuje bias očekávání (expectation bias).

Mezi bias selekce vzorku lze řadit i bias dlouhých časů (lenght time bias), kdy se u mnoho let probíhajících studií mění charakter nemoci. Například u civilizačních onemocnění narůstá jejich prevalence. Srovnávat data stará a nová je zavádějící.

Bias času potřebného (lead time bias) k projevení se nemoci je chyba způsobena odlišnou dobou mezi diagnostikou nemoci a jejím počátkem. Mnohem dříve diagnostikujeme nemoc u lidí sledovaných (s pravidelnými kontrolami) než u lidí, kteří se dostaví až po klinických projevech nemoci. Výběr skupin pro studie je pozdní diagnostikou zkreslen.

2. Informační bias (Information Bias). V osmdesátých a devadesátých letech minulého století byli testováni američtí vojáci, kteří válčili ve Vietnamu a přišli do styku s defoliantem Agent Orange, na přítomnost látky TCDD. Veteráni sami stanovili vlastní expozici této látky, respektive jak dlouho v zamořeném území pobývali. Informace od nich získané se ukázaly jako zkreslené, tomuto jevu se začalo říkat informační bias. 
Dnes se sem řadí nejen cílené lži či polopravdy, ale i chyby pramenící z neznalosti. 

Publikační bias zase pramení z toho, že pozitivní zprávy jsou zveřejňovány častěji než negativní, že nové objevy mají větší pozornost, autoři raději data opakovaně zveřejňují, než aby si sami ověřovali nová data. 
Výskyt informačních chyb stále roste, podílejí se na nich vědci, laboratoře i laický personál. Eliminovat je lze pomocí křížové vazby mezi výsledky z různých pramenů a zpětnou kontrolou veškerých dat.

3. Bias odpovědí (recall bias). Základem všech diagnóz je anamnéza. Lékař se ptá pacienta na základní údaje o jeho osobě, zdraví, příznacích onemocnění. Chybné odpovědi mohou napáchat značné škody. U analytických studií se vybírají kontrolní vzorky populace, vůči nim se porovnávají všechna získaná data. Pokud o sobě lidé tvrdí, že jsou zdraví, ale není to pravda, pak jsou výsledky studie zatíženy tímto specifickým biasem. 

Pokud se chyby dopustí lékař, mluvíme o biasu pozorovacím (observer bias). Jeho základem jsou chybné návyky při vstupním vyšetření pacienta.

Dotazovací bias (interviewer bias) je způsobem chybně kladenými otázkami.

4. Bias vzorku (sampling bias). Obecně se tak nazývá chybný odběr vzorků. Místo pravidelného nahodilého výběru použijeme výběr cílený. Například vezmeme seznam, otestujeme jen prvních několik jedinců. Pokud má seznam zákonitost, například je řazen dle věku, lokality, pohlaví atd., dopouštíme se chyby výběru vzorků, kterou následně nelze odstranit. 
Řadíme sem i systematicky chybné zacházení se vzorky, tedy kolísavou teplotu uskladnění, nahodilou kontaminaci, nepravidelnou prodlevu před zpracováním atd.

Patří sem bias zdravých pracovníků (healthy worker effect), kdy se studie provádí na pracovištích, kde nemohou být nemocní, ale výsledky se vztáhnou na celou populaci. Stejná chyba je častá u dotazování populace na veřejných místech.

Podobný princip platí u biasu zdravých respondentů (bias healthy respondents), kdy zdraví a aktivní lidé se účastní průzkumu častěji. 

Obdobou je bias dobrovolníků (volunteer bias), kdy se dobrovolníci nějak liší od průměru populace.

5. Bias populace (population bias). Obecně se tak nazývá chybný výběr populace. Místo populace s pravidelnou distribucí dat vybereme nepravidelnou. Například testujeme sportovce, ale závěry zobecníme na celou populaci. Podobné chyby se dopustíme u hodnocení příliš malé populace.

Patří sem například bias detekční (detection bias). Ten je dán frekvencí styku s lékaři. Detekce nemoci se provádí častěji na jedincích v riziku než bez něj. Je to dáno tím, že jedinci v riziku navštěvují lékaře častěji (jsou nemocní více). 

6. Bias laboratoří (laboratory bias). Chyby způsobené v laboratořích lze rozdělit do dvou kategorií: systémová chyba (bias) a nepřesnost (accuracy). 
Manažer nedokáže odlišit, zda byly výsledky testů zkresleny systémovou chybou nebo nepřesností, řadí je do chyb měření (measurement bias).
Přesnost měření je dána standardy, pokud je laboratoř nedodrží, je celý výsledek chybný.
Bias laboratoří je způsoben neznámými okolnostmi, které přímo souvisí s provozem laboratoře. Proti biasu se bojuje pravidelnou kalibrací přístrojů, dodržováním standardů, kontrolami pracovních postupů.
Nepřesnosti mohou být i záležitostí selhání jedince díky jeho neprofesionalitě, zhoršenému zraku, nesoustředění.
Zabránit chybám v laboratořích by měla akreditace laboratoří pro způsobilost provádět jednotlivé testy, vzájemné porovnávání laboratoří (statisticky i provozně), pravidelné kontroly nezávislou institucí (zasílání kontrolních vzorků). 